# Aryeh Kaplan

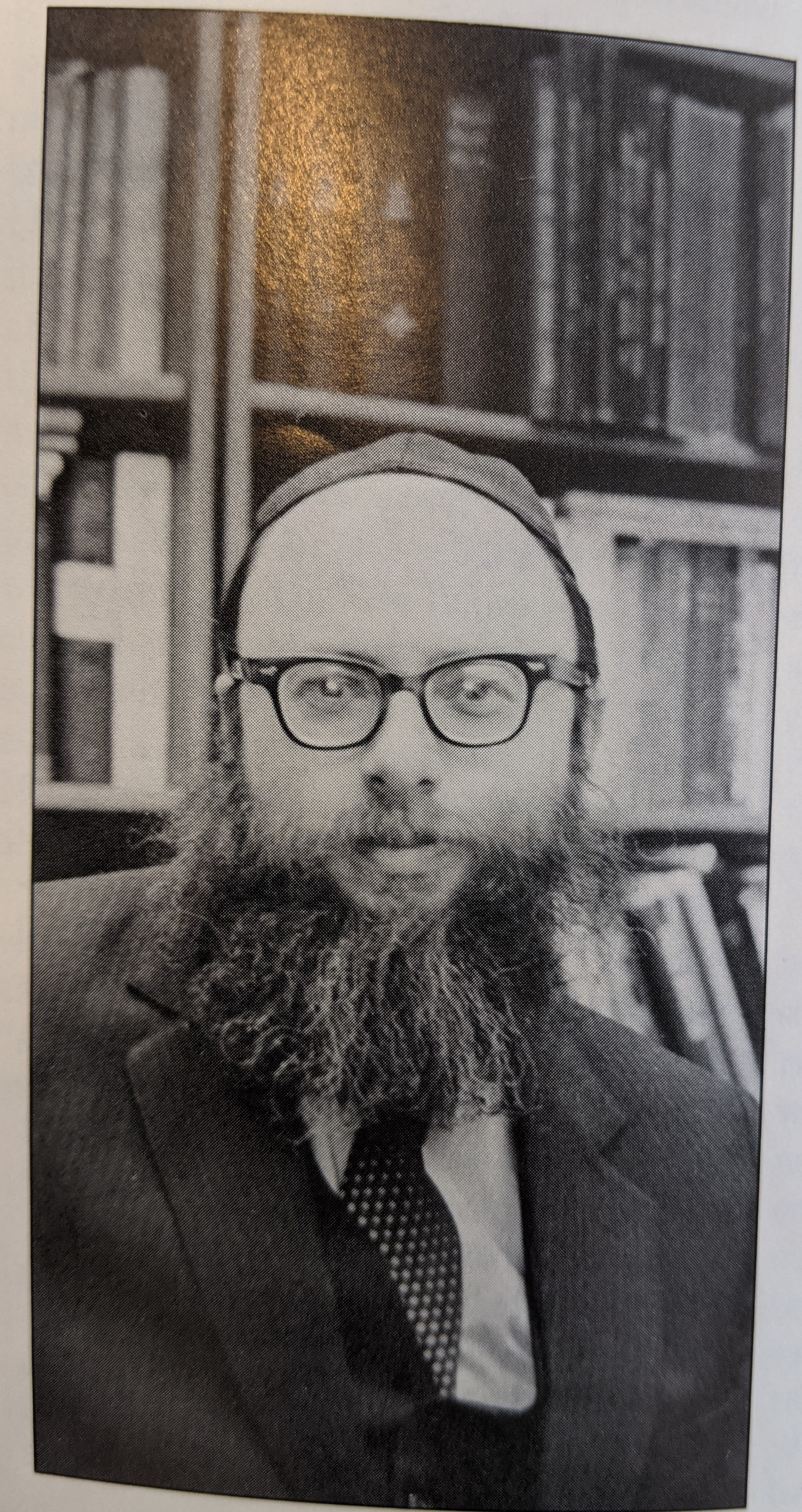
Rabbi Aryeh Kaplan (1987)

Aryeh Kaplan (hebräisch אריה משה אליהו קפלן) (* 23. Oktober 1934 in New York City; † 28. Januar 1983 in Brooklyn) war ein orthodoxer US-amerikanischer Rabbiner und Schriftsteller. Sein Werk reicht von Studien über die Tora und den Talmud zu Arbeiten über Mystik und Philosophie. Er veröffentlichte über 50 Bücher zu Themen der jüdischen Mystik und Religion. Kaplan schuf Verbindungen zwischen der traditionellen, oft mystischen Kabbala und den modernen, westlichen Ansätzen der Spiritualität, Naturwissenschaft und Philosophie.

## Biographie
Kaplan wurde in der Bronx als Nachfahre einer sephardischen Familie aus Saloniki mit Wurzeln in Recanati geboren. Seine Mutter war Fannie, geborene Lackman (1912–1948) und Samuel Kaplan (1912–1986). Seine Mutter starb am 1. Januar 1948, als er 13 Jahre alt war, er und seine beiden jüngeren Schwestern Sandra und Barbara kamen in ein Pflegeheim. Seine Jugendzeit gestaltete sich kompliziert, zeitweise wuchs er als „Straßenkind“ in der Bronx auf.
Kaplan studierte an jüdischen Einrichtungen in Brooklyn und anschließend in Jerusalem. Dort wurde er auch zum Rabbiner ordiniert. Er war auch zeitweise der Herausgeber des Jewish Life Magazine. Vorher erwarb er einen Master in Physik und wurde damals der jüngste für die Regierung arbeitende Physiker, entschied sich aber, sich ganz der Lehre der Tora zu widmen. Am 28. Januar 1983 starb er im Alter von nur 48 Jahren in seinem Haus an einem Herzinfarkt. Aryeh Kaplan wurde auf dem Jüdischen Friedhof am Ölberg begraben.

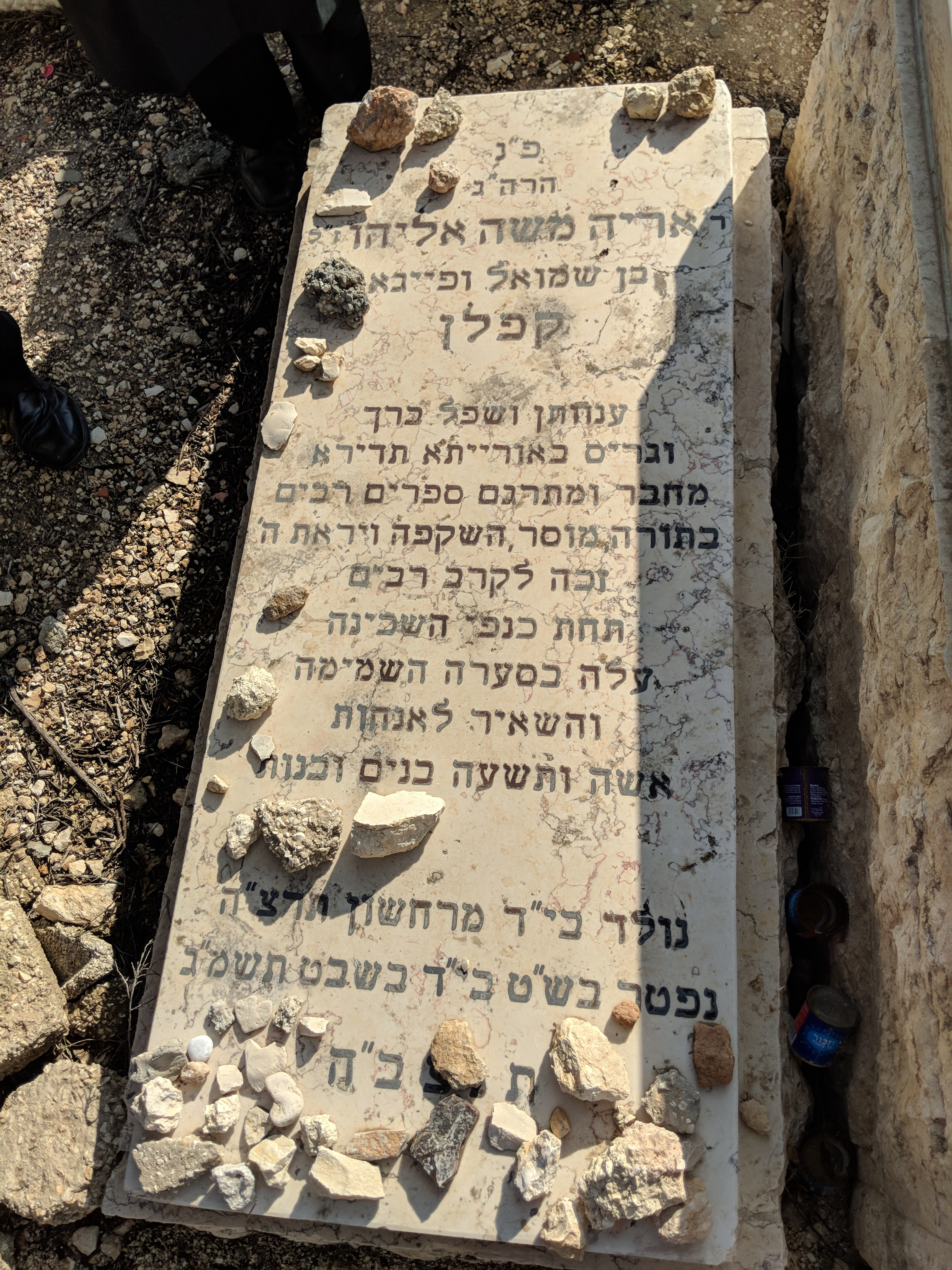
Grabstein von Aryeh Kaplan auf dem Jüdischen Friedhof am Ölberg

## Werke
Deutsche Ausgaben:
- Sefer Jezira - Das Buch der Schöpfung Verlag J.R. Ruther
- Meditation und Kabbala Verlag J.R. Ruther

Originalausgaben:
- The Living Torah (Neuübersetzung der Tora in zeitgemäßes Englisch - zweisprachig)
- Handbook of Jewish Thought
- Tefillin - G-d, Man and Tefillin. (*)
- Love Means Reaching Out.
- Maimonides Principles - The Fundamentals of Jewish Faith.
- The Waters of Eden - The Mystery of the Mikveh.
- Jerusalem - The Eye of the Universe.
- Meditation an the Bible.
- Meditation and Kabbalah.
- The Bahir.
- Sefer Yetzirah.
- Derek Hashem.
- If you were G-d. (*)
- The Real Messiah? A Jewish Response to Missionaries (englisch), (span.)
- Die jüdische Antwort an Missionare - Handbuch gegen Mission (dt., engl., russ., franz., span., port., hebr.)
- Me'am Lo'ez.
- Tzitzith - A Thread of Light.
- Sabbath - Day of Eternity.
- The Infinite Light - A Book about G-d.
- The Aryeh Kaplan Anthology. Volume 1
- The Aryeh Kaplan Anthology. Volume 2

(*) Aryeh Kaplan benutzte die Schreibweise G-d an Stelle von God.